# Sản xuất nhanh bằng laser
Sản xuất nhanh bằng laser (LRM) là một trong những quy trình sản xuất bồi đắp tiên tiến có khả năng chế tạo các thành phần kỹ thuật trực tiếp từ một mô hình khối rắn.

## Kỹ thuật
Trong kỹ thuật này, một mô hình rắn của thành phần được chế tạo được thực hiện bằng hệ thống tạo ảnh 3D hoặc bởi nhà thiết kế sử dụng phần mềm thiết kế hỗ trợ máy tính (CAD) hoặc bằng dữ liệu toán học như một đầu ra của giải tích số. Do đó, mô hình thu được được cắt thành các lớp mỏng dọc theo trục thẳng đứng. Các lớp mỏng được chuyển đổi thành mã điều khiển số (NC) tương ứng và được gửi đến trạm LRM ở định dạng phù hợp (ví dụ: mã G & M). Trạm LRM sử dụng chùm tia laser làm nguồn nhiệt để làm tan chảy một lớp mỏng trên bề mặt vật liệu nền / lắng đọng và vật liệu được nạp vào một lớp mới theo hình dạng và kích thước được xác định trong mã NC. Một số lớp như vậy đặt một lớp khác và tạo thành vật thể ba chiều (3D) trực tiếp từ mô hình rắn.

## Lợi ích
LRM giúp loại bỏ nhiều bước sản xuất như lập kế hoạch vật liệu - máy móc, tương tác người-máy, kiểm tra chất lượng liên tục, lắp ráp và các lỗi liên quan đến con người… Vì vậy, LRM cung cấp nhiều lợi thế hơn các kỹ thuật trừ thông thường, như giảm thời gian sản xuất, kiểm soát quá trình và khả năng xử lý tốt hơn để tạo thành các phần được phân loại theo chức năng. Nó cũng là một ứng cử viên hấp dẫn cho việc tân trang các ứng dụng vì đầu vào nhiệt thấp, pha loãng giới hạn với biến dạng tối thiểu và khả năng thêm các tính năng tạo biên dạng gần đúng mịn hơn cho các chi tiết.

## Kỹ thuật tương tự
Các kỹ thuật sản xuất, tương tự như LRM, đang được phát triển với các tên gọi khác nhau tại các phòng thí nghiệm khác nhau, chẳng hạn nhưTạo biên dạng gần đúng bằng kĩ thuật laser (LENSTM) tại Sandia National Laboratories (USA), Đông đặc hình dạng tự do bằng laser tại Hội đồng nghiên cứu quốc gia (Canada), Nấu chảy lại bột bằng laser có chọn lọc (SLPR) tại Viện Fraunhofer (Đức), Lớp phủ laser chọn lọc (SLC) tại Đại học Liverpool (Anh), Sản xuất lắng đọng hình dạng (SDM) tại Đại học Stanford (Mỹ), Thiêu kết Laser kim loại trực tiếp (DMLS) tại Electrolux Rapid Development (Phần Lan)), Lắng đọng kim loại trực tiếp tại Đại học Michigan, Chế tạo bằng Laser tự động hóa (ALFa) tại Đại học Waterloo, Canada, v.v.